# Svjetski sezonski kalendar
Svjetski sezonski kalendar odn. Svjetski kalendar godišnjih doba je prijedlog reforme kalendara pisca Isaaca Asimova. Godina je u ovom kalendaru podijeljena u četiri sezone od po 13 tjedana. Kalendar za svaku sezonu ima sljedeći oblik:
| Ned | Pon | Uto | Srd | Čet | Pet | Sub |
| --- | --- | --- | --- | --- | --- | --- |
| 1   | 2   | 3   | 4   | 5   | 6   | 7   |
| 8   | 9   | 10  | 11  | 12  | 13  | 14  |
| 15  | 16  | 17  | 18  | 19  | 20  | 21  |
| 22  | 23  | 24  | 25  | 26  | 27  | 28  |
| 29  | 30  | 31  | 32  | 33  | 34  | 35  |
| 36  | 37  | 38  | 39  | 40  | 41  | 42  |
| 43  | 44  | 45  | 46  | 47  | 48  | 49  |
| 50  | 51  | 52  | 53  | 54  | 55  | 56  |
| 57  | 58  | 59  | 60  | 61  | 62  | 63  |
| 64  | 65  | 66  | 67  | 68  | 69  | 70  |
| 71  | 72  | 73  | 74  | 75  | 76  | 77  |
| 78  | 79  | 80  | 81  | 82  | 83  | 84  |
| 85  | 86  | 87  | 88  | 89  | 90  | 91  |

Sezone u godini su nazvane A, B, C i D. One odgovaraju sljedećim godišnjim dobima:
|   | Sjeverna hemisfera | Južna hemisfera |
| - | ------------------ | --------------- |
| A | Zima               | Ljeto           |
| B | Proljeće           | Jesen           |
| C | Ljeto              | Zima            |
| D | Jesen              | Proljeće        |

Prvi dan godine, označen s A-1, je 21. prosinca, približan datum sjevernog zimskog solsticija.
Pošto svaka od četiri sezone sadrži 91 dan, to je ukupno 364 dana. Do 365 dana treba dodati još jedan, nazvan Dan godine i to na kraj sezone D. Dan godine je dan D-92 (= 20. prosinca) i nije mu pripisan sedmični dan (nalazi se izvan sedmičnog ciklusa).
Tijekom prijestupne godine, na kraj sezone B se dodaje Prijestupni dan. Označen je s B-92 (= 20. lipnja) i također je van sedmičnog ciklusa.

### Primjeri
| Gregorijanski | Svjetski sezonski |
| ------------- | ----------------- |
| 21. prosinca  | A-1               |
| 1. siječnja   | A-12              |
| 1. veljače    | A-43              |
| 1. ožujka     | A-71*             |
| 22. ožujka    | B-1*              |
| 1. travnja    | B-11*             |
| 1. svibnja    | B-41*             |
| 1. lipnja     | B-72*             |
| 21. lipnja    | C-1               |
| 1. srpnja     | C-11              |
| 1. kolovoza   | C-42              |
| 1. rujna      | C-73              |
| 20. rujna     | D-1               |
| 1. listopada  | D-12              |
| 1. studenog   | D-43              |
| 1. prosinca   | D-73              |

* Dodati jedan dan u prijestupnoj godini.
Datumi imaju oblik X-n, sa značenjem da je to n-ti dan kalendarskog godišnjeg doba X. Npr. 1. prosinca je D-73, tj. 73. dan sjeverne jeseni.

## Fusnote
1. ↑  Asimov, Isaac. The Tragedy of the Moon.  Pages 48-58. Doubleday and Co.: 1973. ISBN 0-440-18999-3.

## Vanjske poveznice
(na engleskom)
- World Season Calendar conversion charts